# Ливитт, Сэм
Сэм Ливитт (англ. Sam Leavitt; 6 февраля 1904 — 21 марта 1984) — американский кинооператор. Лауреат премии «Оскар» за лучшую операторскую работу в фильме «Не склонившие головы».

## Биография
Родился 6 февраля 1904 года в Нью-Йорке, США. С 1926 года начал работать в кино в качестве ассистента и второго оператора. В качестве основного кинооператора дебютировал на съёмках фильма 1932 года «Любовь и страсть». Известен по фильмам «Вор» режиссёра Расселла Рауса, «Не склонившие головы» и «Угадай, кто придёт к обеду?» Стэнли Крамера, «Анатомия убийства» и «Исход» Отто Премингера, а также по картинам «Кровавое кимоно» Сэмюэля Фуллера и «Майор Данди» Сэма Пекинпы. Состоял в Американском обществе кинооператоров с 1935 года.
Умер 21 марта 1984 года в Вудленд-Хиллз, США.

## Избранная фильмография
- 1952 — Вор / The Thief (реж. Расселл Раус)
- 1954 — Звезда родилась / A Star Is Born (реж. Джордж Кьюкор)
- 1955 — Человек с золотой рукой / The Man with the Golden Arm (реж. Отто Премингер)
- 1956 — Преступность на улицах / Crime in the Streets (реж. Дон Сигел)
- 1956 — Бурная вечеринка / The Wild Party (реж. Гарри Хорнер)
- 1958 — Не склонившие головы / The Defiant Ones (реж. Стэнли Крамер)
- 1958 — Создатели страха / The Fearmakers (реж. Жак Турнёр)
- 1959 — Анатомия убийства / Anatomy of a Murder (реж. Отто Премингер)
- 1959 — Высота Порк Чоп Хилл / Pork Chop Hill (реж. Льюис Майлстоун)
- 1959 — Кровавое кимоно / The Crimson Kimono (реж. Сэмюэл Фуллер)
- 1960 — Исход / Exodus (реж. Отто Премингер)
- 1962 — Совет и согласие / Advise & Consent (реж. Отто Премингер)
- 1962 — Мыс страха / Cape Fear (реж. Джей Ли Томпсон)
- 1965 — Майор Данди / Major Dundee (реж. Сэм Пекинпа)
- 1965 — Доктор Голдфут и бикини-машины / Dr. Goldfoot and the Bikini Machine (реж. Норман Таурог)
- 1966 — Бэтмен / Batman (2 серии, реж. Роберт Батлер)
- 1967 — Угадай, кто придёт к обеду? / Guess Who’s Coming to Dinner (реж. Стэнли Крамер)
- 1968 — Команда разрушителей / The Wrecking Crew (реж. Фил Карлсон)
- 1975 — Человек в стеклянной будке / The Man in the Glass Booth (реж. Артур Хиллер)

## Награды и номинации
- Премия «Оскар» за лучшую операторскую работу
  - Лауреат 1959 года за фильм «Не склонившие головы»[4]
  - Номинировался в 1960 году за фильм «Анатомия убийства»[5]
  - Номинировался в 1961 году за фильм «Исход»[6]

- Номинировался на «Золотой глобус» в 1953 году за операторскую работу в фильме «Вор»[7]